# Eva-Maria Liimets
Eva-Maria Liimets (ur. 31 maja 1974 w Tallinnie) – estońska dyplomatka i polityk, od 2021 do 2022 minister spraw zagranicznych.

## Życiorys
W 1996 ukończyła administrację publiczną na Uniwersytecie w Tartu. W 2005 uzyskała magisterium w Estonian Business School. Od 1997 zawodowo związana z resortem spraw zagranicznych. W latach 2006–2009 była pierwszym sekretarzem i później zastępczynią ambasadora w Stanach Zjednoczonych. Następnie do 2014 pełniła funkcję dyrektora biura organizacji międzynarodowych w ministerstwie. W latach 2014–2017 zajmowała stanowisko konsula generalnego w Nowym Jorku. Później była radcą w departamencie spraw europejskich estońskiego MSZ. W 2017 powołana na ambasadora w Czechach, była akredytowana również w Słowenii i Chorwacji.
W styczniu 2021 w nowo utworzonym rządzie Kai Kallas objęła stanowisko ministra spraw zagranicznych. Rekomendowała ją na tę funkcję Estońska Partia Centrum, której została członkinią. Zakończyła urzędowanie w czerwcu 2022.

## Odznaczenia
- Wielki Oficer Orderu Gwiazdy Rumunii (Rumunia, 2021)[5]